# Тристан Цара
Триста̀н Цара̀ (на френски: Tristan Tzara), роден като Самуел (Сами) Розенщок (на румънски: Samuel (Sami) Rosenstock), е румънско-френски поет авангардист, есеист и сценичен изпълнител от еврейски произход. Работи също като журналист, драматург, литературен и художествен критик, композитор и режисьор.

## Биография
Самуел Розенщок е роден в еврейско семейство в град Мойнещ (днес в окръг Бакъу), Североизточна Румъния. Баща му и дядо му са предприемачи в горския бизнес. На 11-годишна възраст Сами заминава за Букурещ да учи в лицей. Той е сред 4-мата редактори на младежкото литературно списание „Simbolul“ (Символ), издавано в столицата от октомври до декември 1912 г. Постъпва в Букурещкия университет през 1914 г. да следва математика и философия, но не завършва. Публикувани са първите му поетически творби, включително под псевдонима Тристан Цара от 1912 г.
През есента на 1915 г. заминава за Цюрих да продължи образованието си в Цюрихския университет. След като се установява в Швейцария, младият поет почти напълно изоставя румънския като език на изразяване, пишейки от този момен нататък повечето свои творби на френски. Става съосновател на художественото течение дадаизъм и главен негов пропагандатор. Пояснява в манифест как творците, желаещи да формират нов артистичен кръг, на сбирка в кабаре „Волтер“ в Цюрих избират през 1916 г. името на кръга чрез нож, промушен във френско-немски речник, който посочва френската дума dada, с която децата наричали дървено конче-играчка.
В края на 1919 г. заминава за Париж, за да участва в редактирането на списанието „Littérature“ (Литература). Установява се във Франция, която става негова втора родина до края на живота му.
След подадено искане до Министерството на вътрешните работи на Румъния сменя рожденото си име Самуел Розенщок, като за официално име приема своя псевдоним Тристан Цара.
По-късно става активен участник в движението на сюрреализма от началото на 30-те години.
Става член на Френската комунистическа партия през 1936 г. Още в началото на Гражданската война в Испания за кратко се присъединява към републиканците и след завръщането си публикува стихове с впечатления от фронта. Участва в Съпротивата на Франция през Втората световна война. Напуска ФКП в знак на протест срещу потушаването на Унгарското въстание през 1956 г. По време на Алжирската война (1954 – 1962) заедно с други интелектуалци публикува протестно писмо (1960) до премиера Мишел Дебре срещу отказа на Франция да даде независимост на Алжир, в отговор на което министърът на културата заявява, че негови филми повече няма да бъдат субсидирани от държавната компания Radiodiffusion-Télévision Française (RTF).
Погребан е в Париж, столицата на Франция.